# 2253 Espinette
2253 Espinette è un asteroide areosecante. Scoperto nel 1932, presenta un'orbita caratterizzata da un semiasse maggiore pari a 2,2837696 UA e da un'eccentricità di 0,2775538, inclinata di 3,87611° rispetto all'eclittica.